# Méras
Méras település Franciaországban, Ariège megyében. Lakosainak száma 97 fő (2022. január 1.). Méras La Bastide-de-Besplas, Castex, Loubaut, Sieuras, Lapeyrère és Latour községekkel határos.

## Népesség
A település népességének változása:
| Lakosok száma | 71   | 63   | 45   | 75   | 103  | 104  | 111  | 104  | 101  | 97   |
|               | 1968 | 1982 | 1990 | 2006 | 2013 | 2015 | 2017 | 2019 | 2020 | 2022 |